# Das Tagebuch der Anne Frank
Das Tagebuch der Anne Frank is een onder de regie van Hans Steinbichler geënsceneerde verfilming van het dagboek van Anne Frank. Vanaf 3 maart 2016 draaide de film zowel in de Duitse als in de Oostenrijkse bioscopen. De film ging eerder al in wereldpremière; op 16 februari als bijzondere voorvertoning tijdens het 66e Internationaal Filmfestival van Berlijn. Centraal staat het wereldberoemde dagboek van Anne Frank, een Joods meisje dat in concentratiekamp Bergen-Belsen door de nationaalsocialisten werd vermoord. De film concentreert zich daarbij op haar persoonlijke ontwikkeling.

## Verhaal
Aanvankelijk leeft Anne Frank als een blij en opgewekt meisje. Ze is blij dat ze haar familieleden in Sils Maria kan bezoeken. De discriminerende maatregelen van de nationaalsocialisten maken haar leven in Amsterdam, haar nieuwe thuis, echter steeds moeilijker. Ze wordt als Jodin steeds meer uitgesloten. Voor haar dertiende verjaardag krijgt ze een dagboek dat ze vanaf dat moment haar gedachten, in de vorm van brieven aan een denkbeeldige vriendin, toevertrouwt. Enkele weken later, begin juli 1942, moet het gezin onderduiken nadat Annes oudere zus Margot een oproep voor een “werkkamp” heeft gekregen.
Anne moet de schuilplaats in het krappe Achterhuis delen met haar zus en ouders en met vier andere Joden. Het valt haar met haar zelfbewuste persoonlijkheid niet mee om rustig te blijven. Zij komt steeds weer in conflict met de volwassenen, vooral met mevrouw van Daan en Fritz Pfeffer, omdat ze het gevoel heeft dat ze ten onrechte bekritiseerd wordt en zij haar niet serieus nemen. Later komt het ook tot onenigheid met haar vader Otto als ze hem bekent veel meer van hem te houden dan van haar moeder Edith.
In de loop der tijd moeten de onderduikers steeds weer gevaarlijke situaties doorstaan. Terwijl ze wachten op de invasie van de geallieerden zijn ze doodsbang bij de luchtaanvallen op Amsterdam en bij inbraken in het magazijn onder de schuilplaats. Bovendien worden medewerkers zoals van Maaren argwanend omdat ze geluiden horen.
Anne ontwikkelt niet alleen haar persoonlijkheid, maar heeft ook belangstelling voor haar lichamelijke ontwikkeling als jonge vrouw. Zij krijgt een steeds hechtere band met Peter van Daan en wordt verliefd op de jongen. Ze krijgt van hem haar eerste zoen en er volgen nog meer liefkozingen. Otto ziet dit gebeuren en maakt zich zorgen. Hij vraagt zijn dochter om afstand te houden.
Na de euforie in het Achterhuis om D-day worden zij toch nog ontdekt. Op 4 augustus 1944 komt SS-Oberscharführer Karl Josef Silberbauer na een anonieme tip met vier politieagenten naar de Prinsengracht en haalt de onderduikers uit hun schuilplaats. Zij worden via Westerbork naar concentratiekamp Auschwitz gedeporteerd. Van alle Achterhuisbewoners overleeft alleen Otto Frank de concentratiekampen.

## Rolverdeling
- Lea van Acken: Anne Frank
- Martina Gedeck: Edith Frank-Holländer
- Ulrich Noethen: Otto Heinrich Frank
- Stella Kunkat: Margot Frank
- Ella Frey: jonge Anne Frank
- Margarita Broich: Petronella van Daan
- André Jung: Hans van Daan
- Leonard Carow: Peter van Daan
- Arthur Klemt: Fritz Pfeffer
- Gerti Drassl: Miep Gies
- Stefan Merki: Victor Kugler
- Marcus Widmann: Johannes Kleiman
- Konstanze Fischer: Bep Voskuijl
- Maximilian Löwenstein: Jan Gies
- Jamie Bick: Hannah Pick-Goslar
- Stephan Schad: Hans Goslar
- Michael A. Grimm: Willem van Maaren
- Michael Kranz: Lammert Hartog
- Florian Teichtmeister: Karl Josef Silberbauer
- Dirk Ossig: Hendrik van Hoeve
- Mareile Blendl: Frau van Hoeve
- Patrick Joswig: de Nederlander
- Barbara Melzl: Olga Spitzer
- Jeroen Engeln: politieagent
- Dirk Gunther Mohr: politieagent
- Jasper Smits: politieagent
- Maarten van 't Zet: politieagent
- Joeri Hottentot: politieagent

## Productie en achtergrond
De filmopnames begonnen op 26 januari 2015 in de MMC studio’s in Keulen. Verder werd er tot maart 2015 gefilmd in Beieren, Berlijn en Brandenburg. Het totale aantal draaidagen is 43.
In Amsterdam werden de scènes op de oorspronkelijke locaties, zoals het Merwedeplein, waar de familie Frank woonde totdat zij moest onderduiken, gedraaid. De buitenopnames die in de film Prinsengracht 263 (Anne Frank Huis) laten zien, zijn aan de Leidsegracht gemaakt, ongeveer een kilometer bij de Prinsengracht vandaan. Het Anne Frank Huis kon hiervoor niet worden gebruikt omdat de buitenkant na 1940 te veel veranderd is. Bij enkele momenten in de film zijn binnen één scène verschillende draailocaties gecombineerd. Dit wordt bijvoorbeeld duidelijk bij de inbraakscène; de opnames hiervoor zijn gemaakt in de studio in Keulen (het Achterhuis), in Kulmbach (het magazijn van Opekta) en in Amsterdam (buitenopname op straat).
De scènes die zich in het concentratiekamp afspelen zijn in gebouwen van een voormalige spinnerij in Mainleus opgenomen. De vakantiescène werd in Sils-Maria gedraaid; hierbij is op de achtergrond de oorspronkelijke Villa Laret die destijds van Annes tante Olga Spitzer was te zien. De strandscène is op het Duitse Waddeneiland Norderney opgenomen; dit werd bemoeilijkt door de frisse temperaturen.
De leden van de familie van Pels worden in de film Hans, Petronella en Peter van Daan genoemd. De film neemt hiermee de namen over die Anne als pseudoniemen voor in haar dagboek had bedacht.
De producenten Michael Souvignier en Walid Nakschbandi verwierven wereldwijd de exclusieve rechten voor de verfilming van het dagboek. Zij produceerden de film in coproductie met Universal Pictures. De filmopnames werden mede mogelijk gemaakt door het Anne Frank Fonds in Basel dat de nalatenschap van het Joodse meisje beheert. Hierdoor konden de producenten terugvallen op omvangrijk archief- en onderzoeksmateriaal. De Film- und Medienstiftung NRW deed een financiële bijdrage van € 1,2 miljoen. Eerder had Nakschbandi al voor de televisie het docudrama Meine Tochter Anne Frank geproduceerd. Door deze productie kon hij de bioscoopfilm, waarvan de financiering eerder was afgewezen, maken. Zijn bedrijf AVE is net als S. Fischer Verlag, waarbij het dagboek en enkele andere boeken over Anne Frank verschenen, onderdeel van de uitgeversgroep Georg von Holtzbrinck.
Regisseur Hans Steinbichler wil met deze verfilming graag de jonge generatie aanspreken. Naar eigen zeggen wilde hij de geschiedenis “vanuit de persoonlijke en dus authentieke ervaring van een vlot en buitengewoon intelligent meisje dat in de puberteit zit en onder bizarre omstandigheden moet opgroeien, vertellen”. Twee dingen waren daarbij voor hem van belang: “In de eerste plaats het absoluut subjectieve perspectief en in de tweede plaats het dagboek omzetten in een vertelling.” Dit bereikt hij door zich op de scènes te concentreren waarin het om Annes persoonlijke ontwikkeling draait. Gedachten uit het dagboek worden letterlijk geciteerd en de hoofdrolspeelster kijkt de toeschouwer vaak recht aan.
Hoofdrolspeelster Lea van Acken bereidde zich op haar rol voor door fictieve brieven aan Anne Frank te schrijven. Om de slotscène in het concentratiekamp zo waarheidsgetrouw mogelijk te maken heeft de actrice haar haar af laten knippen.

## Ontvangst
De film ontving van de Deutsche Film- und Medienbewertung het predicaat “bijzonder waardevol”. Peter von Becker roemt in een recensie in Der Tagesspiegel hoofdrolspeelster Lea van Acken, want zij “belichaamt het vroegrijpe meisje dat in de overgang van kind naar jonge vrouw tijdens de onderduik wordt gedwongen om al haar verlangens te onderdrukken: smallippig vinnig, vertederend dromerig, dan weer zonder zelfbeklag gegrepen door zorgen en overlevingsdrang.” Tegelijkertijd mist hij een uitgebreide achtergrond: „De prijs van deze opname van dichtbij is evenwel ook de beperking van de film. Het kader, de achtergrond, ontbreekt bij dit icoon.”
Jochen Kürten van de Deutsche Welle vergelijkt de film met de eisen die Steinbichler zelf stelde en beschouwt de omzetting als geslaagd. Aan het einde van zijn recensie benadrukt hij de samenhang met de actualiteit die waardevol is voor het jonge publiek: “Hoewel de film de historische gebeurtenissen nauwkeurig volgt, geeft hij het publiek ook stof tot nadenken”. Bernd Dörries verwijst eveneens naar Steinbichlers doel, Anne Frank als mens te laten zien, en schrijft in de Süddeutsche Zeitung: “Er wordt niets aangedikt, er worden geen monumenten gebouwd of boodschappen gezonden. Het is hoe het is, hoe het was; en sterker kan het ook niet worden. Alleen bij het lezen van haar dagboek kom je nog dichter bij Anne Frank dan door de film.”
In haar Indiewire blog The Playlist benadrukt Jessica Kiang het fundamentele verschil tussen het dagboek en de film: “Een dagboek is een werk in de eerste persoon, terwijl een film de voorkeur geeft aan het perspectief van de derde persoon, al dan niet gedeeltelijk. [...] Haar dagboek doet ons aan Anne als mens denken; haar als handeling te zien geeft een onbestemde pijn.” Zij vraagt zich bovendien af welk doel de film dient en komt tot de slotsom: “Niemand zou Anne Frank in het hokje ‘buitengewoon gewoon meisje’ van een historische filmografie moeten zien staan, als zij op papier, in haar eigen handschrift, zo volkomen vrij was.”
Bettina Steiner van Die Presse ziet de voorstelling van het dagelijks leven als de grootste kracht van de film. Want daarin “ligt wel de grootste afschuw, juist omdat wij ons eigen leven herkennen”. Tegelijkertijd keurt zij af dat de film niet eindigt bij de arrestatie. Het dagboek is, ondanks de kennis van de tragische afloop, “een document van hoop, geschreven voor de tijd daarna. In plaats daarvan zet de film, absoluut ongepast, ten overvloede in scène hoe de haren van het meisje in het concentratiekamp worden afgeschoren.”
Matthias Dell van Spiegel Online is zeer negatief over de film. Deze “verveelt zich door zijn eigen materie. Hij gaat besluiteloos alle kanten op”. Dell bekritiseert de lichte kleuren en de ‘manipulatieve ingetogen muziek’. Hij komt tot de slotsom: “Het positieve van de eentonige regie van de recente geschiedenis door de Duitse film is evenwel dat je je voor zulke eigenaardigheden altijd met onvermogen kunt verontschuldigen.” Andreas Kalb van de FAZ verwijt Steinbichler een gemiste kans. De regisseur “had de dagboekvorm serieus moeten nemen en alle anderen, behalve Anne Frank, die daarin voorkomen [...] zo laten zien als zij voor de dagboekschrijfster zijn: figuren in haar verbeelding. Hij had de eenzaamheid en het verlangen van Anne Frank moeten vertalen in beelden vol verlangen. In plaats daarvan heeft Steinbichler, gedreven door zijn producenten en [...] Fred Breinersdorfer, een ensemble- en spektakelfilm gemaakt..”

## Uitgave op dvd en Blu-ray
Op 15 september 2016 kwam de film uit op dvd en Blu-ray. De dvd bevat bonusmateriaal in de vorm van een audiocommentaar van de regisseur, een blik achter de schermen, bijdragen over de historische context waarin het verhaal speelt en over de filmpremière in Berlijn, de teaser en de trailer.